# Sara Holmgaard
Sara Rosted Holmgaard (* 28. Januar 1999 in Bording) ist eine dänische Fußballspielerin. 2019 spielte sie erstmals in der dänischen Nationalmannschaft.

## Karriere

### Verein
Sara und ihre Zwillingsschwester Karen starteten gemeinsam ihre Karriere in ihrem Heimat-Ort bei Bording IF und kam über Stationen bei Vejle Idrætsefterskole und Velje BK, 2017 zu Fortuna Hjørring. Sie gewannen mit dem Verein 2018 und 2020 die dänische Meisterschaft und 2019 den Pokal.
Auf europäischer Ebene spielte sie erstmals im Sechzehntelfinale der UEFA Women’s Champions League 2017/18. Nachdem ihre Mannschaft ohne sie, aber mit Karen beim AC Florenz mit 1:2 verloren hatte, kam sie beim torlosen Rückspiel zu einem kompletten Einsatz. Ein Jahr später schied sie mit ihrer Mannschaft nach zwei 0:2-Niederlagen gegen die Florentinerinnen aus, wobei sie in beiden Spielen über 90 Minuten spielte. Ein Jahr später hatte sie je zwei Einsätze im Sechzehntelfinale und Achtelfinale, wo sie gegen Titelverteidiger Olympique Lyon nach insgesamt 11 kassierten Toren ausschieden. Auch diesmal spielte sie jeweils 90 Minuten. 2020/21 erzielte sie bei den beiden Siegen gegen ŽNK Pomurje Beltinci im Sechzehntelfinale ihr erstes CL-Tor.
Im Dezember 2020 erhielten die Zwillinge Verträge beim 1. FFC Turbine Potsdam. Am 5. Februar 2021 wurden die Zwillinge bei der 2:3-Auswärtsniederlage gegen den deutschen Meister VfL Wolfsburg erstmals in der Frauen-Bundesliga eingesetzt. Im Sommer 2022 unterschrieben die Zwillinge in England beim FC Everton. Sara Holmgaard wechselte allerdings per Leihe direkt in ihre Heimat zu Fortuna Hjørring. Im Januar 2023 hatte sie dann ihre ersten beiden Kurzeinsätze für Everton, wobei sie zusammen mit ihrer Schwester auf dem Platz stand. Ihre beste Saison bei den Toffees hatte Sara Holmgaard 2024/25, die linke Außenverteidigerin brachte es bei 19 Meisterschaftseinsätzen auf drei Tore und vier Vorlagen, einen weiteren Treffer steuerte sie im FA Women’s Cup bei. Für ihre Leistungen wurde die Dänin von ihren Mannschaftskolleginnen zur Spielerin der Saison gewählt.
Zur Spielzeit 2025/26 wechselte Sara Holmgaard in die spanische Liga F, wo sie für den Vizemeister Real Madrid unterzeichnete.

### Nationalmannschaft
Im September 2014 kamen die Zwillinge bei zwei Freundschaftsspielen gegen Deutschland zu ihren ersten Einsätzen in der dänischen U-16-Mannschaft, mit der sie dann im Februar 2015 bei einem UEFA-Turnier in Irland und Ende Juni/Anfang Juli am Nordic Cup in ihrer Heimat teilnahmen, wo sie drei bzw. vier weitere Einsätze hatten. Bereits im September folgten zwei Einsätze in Freundschaftsspielen in der U-17-Mannschaft gegen Italien und dann die Teilnahme an der ersten Qualifikationsrunde für die U-17-EM 2016, die in Ungarn ausgetragen wurde. Mit Siegen ohne Gegentor gegen die Gastgeberinnen, Israel und Wales erreichten sie die Eliterunde. Bei dieser im März 2016 in Nordirland ausgetragenen Runde konnten die Däninnen zwar gegen die Gastgeberinnen (mit den ersten beiden Länderspieltoren von Karen) und die Ukraine gewinnen, wobei Sara ihre ersten beiden Länderspieltore erzielte, durch eine Niederlage gegen Spanien verpassten sie aber die Endrunde.
Auch in der U-19-Mannschaft bestritten beide gemeinsam ihr erstes Spiel. Bei einem Freundschaftsspiel gegen die Schweiz im September 2016 standen beide in der Startelf, Karen wurde aber in der 85. Minute ausgewechselt. Im Oktober nahmen sie dann beide an der ersten Qualifikationsrunde zur U-19-Fußball-Europameisterschaft der Frauen 2017 teil. Karen konnte zwar beim 10:1 gegen die Slowakei zwei Tore erzielen, wurde aber im Gegensatz zu Sara in den beiden anderen Spielen nicht eingesetzt, in denen gegen Gastgeber Montenegro mit 7:0 gewonnen und gegen Ungarn mit 0:2 verloren wurde. Als Gruppenzweite erreichten sie aber die zweite Runde. Diese fand im April 2017 in der Türkei statt, wo sie wieder beide alle drei Spiele mitmachten. Mit einem 5:0 gegen Tschechien starteten die Däninnen gut, verloren dann aber gegen England mit 0:2, so dass ein weiteres 5:0 gegen die Gastgeberinnen nicht zum Erreichen der Endrunde reichte, obwohl sie zweitbeste Gruppenzweite waren. Im September 2017 nahmen sie in Litauen einen neuen Anlauf und konnten beide zu den drei Siegen beitragen. Beide wurden dann auch noch bei zwei Freundschaftsspielen im Oktober gegen die Schweiz eingesetzt. Für Karen waren das dann aber die letzten Spiele in der U-19-Mannschaft, denn bereits im Februar 2018 bestritt sie beim Algarve-Cup ihre ersten Länderspiele für die A-Nationalelf. Sara nahm dagegen noch an der zweiten Qualifikationsrunde in Portugal – wo sie sich mit drei Siegen für die Endrunde qualifizierten – und auch an der Endrunde im Juli 2018 in der Schweiz teil. Dort kam sie bis ins Halbfinale, verlor dieses aber mit 0:1 gegen den letztlich wieder erfolgreichen Titelverteidiger Spanien. Damit endete auch Saras Zeit in der U-19.
Im November 2018 wurden beide bei einem 1:1 gegen Finnland erstmals in der U-23 eingesetzt, wobei beide in der Startelf standen, Karen aber nach 58 Minuten ausgewechselt wurde. Im Frühjahr 2019 kam dann auch Sara zu ihren ersten Spielen in der A-Nationalelf. Am 27. Februar stand sie im ersten Spiel des Algarve-Cup 2019 gegen Norwegen in der Startelf, am 4. März spielten dann beide erstmals zusammen in der A-Elf, wobei Karen gegen China zur zweiten Halbzeit und Sara in der 66. Minute eingewechselt wurde. Im Spiel um Platz 5 gegen Schottland standen dann beide in der Startelf, Karen wurde aber in ihrem 13. A-Länderspiel nach 58 Minuten ausgewechselt und danach noch nicht wieder eingesetzt. Sara wurde dagegen ein Jahr später beim Algarve-Cup 2020 gegen Schweden zu ihrem vierten Länderspiel eingesetzt.
Die COVID-19-Pandemie sorgte dann für eine längere Länderspielpause. Nach dieser wurde sie erst wieder im letzten Spiel der Qualifikation zur EM 2022 beim torlosen Remis gegen Italien eingesetzt. Dabei wurde sie in der 75. Minute eingewechselt. Durch das Remis qualifizierten sich die Däninnen als Gruppensiegerinnen für die EM-Endrunde. In der laufenden Qualifikation für die WM 2023 saß sie nur bei den beiden bisher letzten Spielen im April 2022 auf der Bank. Nach dem Ausschluss der Russinnen wegen des völkerrechtswidrigen russischen Überfalls auf die Ukraine stehen die Däninnen vorzeitig als WM-Teilnehmerinnen fest. Zuletzt nahmen sie 2007 an einer WM teil.
Am 16. Juni wurde sie für die EM-Endrunde 2022 nominiert. Bei der EM wurde sie nur bei der 0:1-Niederlage gegen Spanien in der 80. Minute eingewechselt. Zehn Minuten später gelang den Spanierinnen der Siegtreffer. Durch die Niederlage schieden die Däninnen als Gruppendritte aus.
In der erfolgreichen Qualifikation für die EM 2025 hatte sie vier Einsätze  und erzielte beim 3:0-Sieg gegen Belgien ihr erstes Tor für die A-Nationalmannschaft. Ein weiteres Tor erzielte sie bei einem der fünf Einsätze in der UEFA Women’s Nations League 2025.
Am 20. Juni 2025 wurde sie für die EM-Endrunde nominiert. Sie kam ebenso wie ihre Schwester bei den drei Niederlagen der Däninnen zum Einsatz, nach denen diese ausschieden.

## Erfolge
- 2018 und 2020: Dänische Meisterin
- 2019: Dänische Pokalsiegerin